# Alisa Krylova
Alisa Sergeevna Krylova (en ruso: Алиса Сергеевна Крылова; Mirni, Sajá, 21 de junio de 1982) es una modelo y periodista rusa. Fue ganadora de los concursos Señora Rusia 2010 y Señora Globe 2011. 

## Educación
Krylova se graduó de la escuela secundaria como estudiante externa con una medalla de oro. Cursó una especialidad en Economía y Derecho en la Universidad Rusa de la Amistad de los Pueblos Patrice Lumumba, una especialización en Gestión anticrisis de economía en el Instituto Estatal de Servicio de Moscú, y una especialización en periodismo en el Instituto de Radiodifusión y Televisión Ostankino, del que se recibió con honores. También obtuvo una Maestría en Teología de la Universidad Estatal de Riazán S. A. Yesenin.

## Carrera

### Señora Globe
El 28 de agosto de 2011 se celebró el 15.º aniversario de Señora Globe 2011, donde Krylova resultó ganadora. Por la corona de Señora Globe participaron 60 mujeres casadas y tituladas de todo el mundo. Fue la primera vez que una representante de Rusia ganó el concurso.

### Modelaje y televisión
Adquirió experiencia como modelo en la Academia Rusa de Modelos bajo la dirección de A.S. Kulakov y la agencia de modelos de Slava Zaitsev. A lo largo de los años, apareció en las portadas de Elle, Vogue, InStyle y L'Officiel, entre otras. Ha protagonizado también varios anuncios.
Desde 2010 es rostro de la casa de moda francesa Hayari Couture Paris. Entre 2010 y 2012 fue la cara de la empresa Euromech; y entre 2011 y 2012 fue cara de Bentley Motors.
Es cara del concurso de belleza Señora Globe desde 2011, y embajadora en Rusia del Fondo Mundial de Caridad WIN Foundation.
En 2013, fue la presentadora del programa Lotto Million en el canal TNT.
Desde 2016 realiza sus propios entrenamientos individuales y grupales “El Camino a la Perfección”.

### Periodismo y escritura
Entre 2010 y 2014 fue columnista de TPM, Rublevka Magazine y City Magazine.
Desde 2019, ocupa el puesto de redactora jefe de la revista L'Officiel Children. Es productora general del canal de YouTube L'Officiel TV y presentadora del programa de autor Smart Talk.
En 2021 publicó el libro Lady, que resume su experiencia en coaching de carrera y vida. Según AKrylova, el “ideal femenino” es una sinergia de varias esferas de la vida de una mujer: imagen, estilo de vida, habla, comportamiento, educación, negocios y cualidades familiares. La justificación filosófica del ideal moderno de dama en el libro es una crítica a la sociedad de consumo y a la ideología feminista desde una posición moderadamente conservadora.